# 間瀬元朗
間瀬 元朗（ませ もとろう、1969年 - ）は、日本の漫画家。愛知県出身。愛知県立半田東高等学校、愛知県立芸術大学卒業。
大学卒業後、電機メーカーに4年間勤務し、その後イギリスで映画美術・脚本を学ぶ。1998年、第43回小学館新人コミック大賞を入選した『AREA』でデビュー。
『ビッグコミック』（小学館）2016年第16号より「粘菌人間ヒトモジ」を連載を開始。

## 作品リスト
- 『キョウイチ』小学館〈ビッグコミックス〉全1巻（『ビッグコミックスペリオール』1999年21号 - 1999年23号）
- 『HE∀DS』小学館〈ヤングサンデーコミックス〉全4巻（原作：東野圭吾、『週刊ヤングサンデー』2002年 - 2003年）[2]
- 『イキガミ』小学館〈ヤングサンデーコミックス〉全10巻（『週刊ヤングサンデー』2005年9号 - 2008年35号→『ビッグコミックスピリッツ』2008年41号 - 2012年10号[3]）
- 『デモクラティア』小学館〈ビッグコミックス〉全5巻（『ビッグコミックスピリッツ』2013年38号[4] - 2015年45号[5]）
- 『粘菌人間ヒトモジ』小学館〈ビッグコミックススペシャル〉全4巻（『ビッグコミック』2016年16号[6] -  2021年2号[7]）
- 『イキガミ 再臨』小学館〈ビッグコミックス〉既刊3巻（『ビッグコミック』2021年18号 - 連載中）